# Avicularia avicularia
La tarántula de patas rosadas (Avicularia avicularia) es una especie de araña migalomorfa propia de Sudamérica, Costa Rica a Brasil, y el sur del Caribe.
Es una pequeña tarántula arborícola de pelos negros con pequeños reflejos rojizos en el abdomen. Una de sus características más vistosas son las partes inferiores de sus patas, de color rosado, dando como nombre común a esta tarántula "tarántula de patas rosadas". 
Puede vivir en comunidad, aunque en ocasiones suelen darse enfrentamientos entre las hembras. 
Es de carácter tímido y huidizo, por lo que no suele mostrarse agresiva, aunque si se siente amenazada puede llegar a lanzar sus propios excrementos para defenderse. Es usado como animal doméstico.